# Marie-François-Xavier-Joseph-Hubert Robert
Pour les articles homonymes, voir Robert.
Marie-François-Xavier-Joseph-Hubert Robert (12 mai 1781 à Voncq - 23 janvier 1849 à Paris), est un homme politique français.

## Biographie
Neveu de Michel Robert, et fils de Paul-Antoine-Robert, notaire, et de Marie-Jeanne Vuillemot, il succéda à son père comme notaire à Voncq, fut, en 1811, l'un des deux lieutenants de louveterie du département des Ardennes, prit part, en 1814, à l'organisation des corps francs pour la défense du territoire et dirigea l'opposition libérale dans l'arrondissement de Vouziers sous la Restauration.
Il fut nommé conseiller général des Ardennes après la révolution de Juillet, et, le 5 juillet 1831, fut élu député du 4e collège des Ardennes. Il siégea et vota avec l'opposition, ne fut pas réélu aux élections de 1834, et se présenta de nouveau, à l'élection partielle du 5 décembre 1840, motivée par la nomination de Cunin-Gridaine aux fonctions de ministre ; il échoua, dans le 3e collège des Ardennes (Sedan).
Il est le père de Léon Robert.

## Sources
- « Marie-François-Xavier-Joseph-Hubert Robert », dans Adolphe Robert et Gaston Cougny, Dictionnaire des parlementaires français, Edgar Bourloton, 1889-1891 [détail de l’édition]